# 리오니
리오니(이탈리아어: Lioni)는 이탈리아 캄파니아주 아벨리노도의 코무네다.